# (500168) 2012 FY19
(500168) 2012 FY19 es un asteroide perteneciente al cinturón de asteroides, descubierto el 22 de febrero de 2012 por el equipo del Spacewatch desde el Observatorio Nacional de Kitt Peak, Arizona, Estados Unidos.

## Designación y nombre
Designado provisionalmente como 2012 FY19.

## Características orbitales
2012 FY19 está situado a una distancia media del Sol de 2,331 ua, pudiendo alejarse hasta 2,687 ua y acercarse hasta 1,975 ua. Su excentricidad es 0,152 y la inclinación orbital 4,712 grados. Emplea 1300,18 días en completar una órbita alrededor del Sol.

## Características físicas
La magnitud absoluta de 2012 FY19 es 18,3.